# Los hombres de Paco
Los hombres de Paco è una serie televisiva prodotta per Globomedia e trasmessa sul canale spagnolo Antena 3 dal 9 ottobre 2005 al 19 maggio 2010.

## Il telefilm
La trama gira intorno alle diverse storie di un gruppo di agenti della polizia nazionale, relazioni personali, professionali e familiari.
La serie oltre ad essere la prima serie di commedia basata sulla forza di polizia nazionale Spagnola, è una delle prime produzioni spagnoli ad affrontare in un certo modo la vita di un poliziotto madrileno.
Un rifacimento della prima serie di questa serie è stato trasmesso in Italia con il titolo Tutti per Bruno, prodotta da Mediaset e trasmessa su Canale 5.
Creata da Daniel Ecija e Alex Pina (Los Serranos, Periodistas) la serie da una marcia in più alla fiction spagnola, trattando il tema poliziesco in maniera umana.
La serie non ebbe il risultato di audience sperato nella sua prima stagione, emessa il 9 ottobre del 2005. La sua media di audience è stata di circa il 18% di schermo e 3 milioni di spettatori, la cosa più significativa è stato il graduale declino del numero di spettatori che hanno sofferto la commedia in ogni capitolo. Antena3 ritirò la serie a dicembre dopo la messa in onda di otto episodio, però assicurò che avrebbe avuto un'altra opportunità.
La seconda stagione della serie venne trasmessa su Antena3 nella prima serata del giovedì dal 9 febbraio del 2006, battendo il suo proprio record di audience fino quel momento.
Le cifre sono rimaste al di sopra del livello minimo richiesto dalla catena nei seguenti capitoli proponendo una seconda serie di 18 episodi. Il finale di stagione fu il leader di audience. La terza stagione arrivò alla catena il 10 gennaio del 2007 e si rivolse a superare l'audience il giorno della sua messa in onda, superando di gran lunga la media della stagione precedente. La terza e quarta stagione vennero mandate in onda insieme per il buon risultato della serie.
La quarta serie si concluse il 25 luglio del 2007 con uno share del 30%.
La quinta serie venne emessa in televisione l'8 gennaio del 2008 anche se Antena3 decise di farla uscire quasi due giorni prima su internet, chiudendo così un'iniziativa pionieristica in Spagna.
Questa quinta stagione di Los hombres de Paco si trasmesse con uno share del 24% e più di 4 milioni di telespettatori. Stessa cosa che successe con la terza e quarta stagione Antena3 trasmesse la quinta e la sesta stagione unite per i buoni dati conseguiti. In questi 26 capitoli si mantenne sempre sopra dei 3 milioni di spettatori chiudendosi a tre capitoli dal finale con 3 milioni e mezzo e un 23%.
Nel settembre 2008, il capitolo Tiroteo nupcial ultimo della sesta serie, non solo superò le altre reti, ma conseguì anche il massimo di audience della serie con un gran 25,3% di share e con più di 4 milioni di telespettatori.

## Trama
Le storie personali di Los hombres de Paco focalizzano la loro attenzione sulla famiglia di Paco Miranda, il capo del gruppo che dopo aver perso i bonus nel suo commissariato deve vivere in un quartiere più povero, San Antonio.
La sua famiglia è composta da sua moglie, Lola, sua madre, Choca e sua figlia, Sara.
Nel nuovo quartiere, incontreranno la vicina Bernarda, che gestirà insieme a Lola un bar chiamato Los Chachis, proprio sotto casa della famiglia. Il resto dell'organico, lo si può ritrovare negli altri due protagonisti: Mariano, separato e ancora innamorato della sua ex-moglie; Lucas, ex-marito della cognata di Paco, Silvia, che vede come la figlia di Paco, Sara, sta cominciando ad innamorarsi di lui.
Questa è la base della trama della serie, che si è sviluppata nel corso di nove stagioni.

## Location

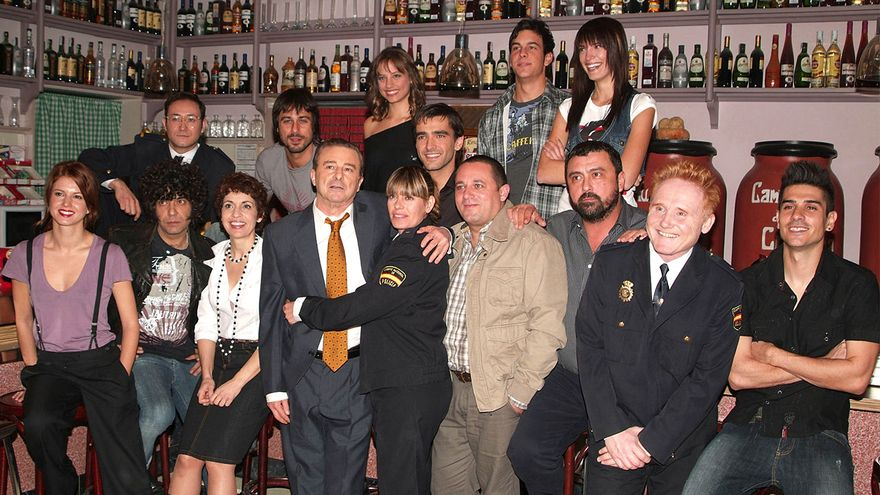
Il commissariato di San Antonio a completo

- Il commissariato di San AntonioIl commissariato di San Antonio a completo

È il nucleo principale dove hanno luogo la maggior parte delle azioni.
È la seconda casa dei protagonisti, un posto che trabocca di un volume sproporzionato di casi.
Conta sale di interrogatori e riconoscimenti, uffici, cella, dipartimento scientifico e due cantine.
- La casa di Paco

È l'abitazione, vicina al commissariato, in cui vive Paco con la sua famiglia.
Dopo la partenza di Sara con Lucas;e l'abbandono di Lola, trasferitasi a Barcellona, vi vivono Paco, Mariano e Don Lorenzo.
- Los Cachis

È il bar dove abitualmente fanno colazione e prendono spuntini gli ufficiali del commissariato e compagni vicini, oltre ad essere luogo per eventi familiari e mini-concerti.
La moglie di Paco, Lola, era la padrona del bar. Conseguentemente al suo trasferimento a Barcellona, ha venduto il bar a Leo, attuale gestore.
Questa lo ha rimodernato, offrendogli un aspetto molto più moderno ed attuale.

## Personaggi

### Francisco "Paco" Miranda Ramos
Interpretato da Paco Tous, 2005-2010. Uomo sensibile, gentile e aperto. Nato a Cádiz,  vive con tutte le donne importanti della sua vita: sua madre (durante i primi otto capitoli), sua moglie, sua figlia e sua sorella (dalla terza serie).
È l'ispettore capo del suo gruppo nel commissariato di San Antonio;  la mancanza di professionalità da parte dei suoi uomini gli fa passare più tempo a nascondere gli errori che fanno che nel risolvere i casi a loro assegnati.
A volte perde la pazienza, ma non è possibile trovare altri difetti in lui. Il suo personaggio è celebre per la sua innocenza.
Sua figlia Sara è quella a cui tiene di più, ed è quella che sempre proteggerà in tutte le serie. Inoltre, la sua relazione con Lucas provocherà, inizialmente, tanti mal di testa al povero Paco.
Nella terza stagione, avrà problemi con Lucas, perché quest'ultimo lo ritiene colpevole della morte di suo padre. Alla fine, Lucas scopre che il padre è ancora vivo, e che Paco è un vero amico e il padre che non ha mai avuto!
Nella quinta stagione, dopo il sequestro del commissariato, soffrirà di attacchi di panico. Questo lo porterà ad avvicinarsi ad uno psichiatra, Montejo Felix.
Riesce a superare la sua crisi, accetta la relazione tra Sara e cerca di correggere gli errori commessi con la sua Lola. È stato commissario durante un periodo di riposo di Don Lorenzo, e in cui Gonzalo Montoya era alcolizzato e aveva persino tentato il suicidio.
Ha cercato di interferire con la decisione di Sara di diventare un poliziotto, ma il piano crolla a causa di un errore grossolano causato da Kike e Curtis, ai quali aveva chiesto il favore di farle passare un inferno nelle operazioni, in modo da farla desistere.
In un primo momento dirige il caso Kaiser con l'Interpol, e chiede che Smith e De Gaulle gli forniscano tutte le informazioni, mettendoli alle strette. Infine, entrambi cedono, e rivelano il vero scopo dell'operazione.
Nella settima stagione si separa dalla moglie Lola, che si trasferisce a Barcellona dopo aver avuto un esaurimento nervoso.
Dopo la partenza di Lucas per la Carolina del Sud, Paco sospetta che sua figlia tradisca suo marito con Aitor. Nell'episodio 102, sorprende Sara e Aitor a letto insieme, ma anche se in un primo momento si adira, non può che accettare il loro rapporto, per l'amore che prova per sua figlia.
Già dalle ultime puntate della settima stagione inizia una relazione con Marina Salgado, che nell'ultima stagione vive a casa di Paco. Questo rapporto causerà problemi tra lui e Mariano, che non riesce ad accettarlo. Dirige l'esame del caso del cannibale satanico.
Nella nona stagione, da quando capisce che è lui che dovrà sconfiggere Satana, comincia ad agire al di fuori della legge per risolvere il caso. Nell'episodio 114 sogna Sara con il nipote e Satana stesso, e scopre che lui è l'ultima vittima.
Nell'episodio 117 uccide Satana con l'aiuto di tutti i suoi colleghi, rischiando la vita durante l'operazione. Dopo un anno, passato ricoverato in ospedale a causa delle coltellate che Satana gli ha inflitto, don Lorenzo lo nomina al suo posto, diventando così il commissario del commissariato di San Antonio.

### Mariano Moreno
Interpretato da Pepón Nieto, 2005-2010. Nato a Estepona (Malaga), separato, Mariano è stato accusato più volte di molestare Inés, la sua ex moglie. Lui l'ama ancora e crede che lei senta lo stesso per lui. Durante la prima stagione la vigila e garantisce che nessuno stia vicino a lei. Vive con il suo migliore amico oltre a Paco, Lucas.
Mariano è anche specializzato nelle negoziazioni con i rapitori, grazie alla sua predilezione per i film sui rapimenti.
Lui, Paco e Lucas hanno questo innocente tocco di carattere buono. Sarà infiltrato speciale in molti casi d'eccellenza. Ad esempio, travestito da donna (Monique), porta Don Lorenzo ad innamorarsi di lui.
Ha una relazione difficile con l'amica di Lola, Bernarda.
Dopo la morte di Bernarda si innamora di Lola, ma questo si rivela essere un amore impossibile.
Si sente sempre offeso per i suoi problemi di peso, nella convinzione che tutti si prendano gioco di lui. Avrà una relazione con la comandante Salgado, della quale si innamora.
Si sposa con la Salgado, sotto lo stress del momento, non avendo il coraggio di dirle di non volerla più, ma la relazione non dura molto. Dopo l'evento del G8, indaga su un caso apparentemente basato su eventi paranormali, UFO. Tuttavia, questa era tutta una copertura. La camorra Italiana versa rifiuti tossici nelle aree naturali pagando i membri del consiglio in modo che chiudano un occhio su quanto sta accadendo.
Nell'ottava stagione Mariano si allontana da Paco accusandolo di non averlo aiutato durante il suo tentativo di negoziare con la camorra per un cessate il fuoco. Inoltre accusa Paco di non avergli parlato del suo rapporto con la sua ex Marina Salgado. Alla fine si riconcilia con Paco, dopo aver parlato con un suicida e dopo averlo convinto a non uccidersi. Si rende anche conto che Marina e Paco sono molto importanti per lui e chiede a Paco di cooperare nel caso satanico e di non andarsene da San Antonio. Nel Capitolo 114 si capisce che è ancora innamorato della comandante Salgado.

### Lucas Fernandez
Interpretato da Hugo Silva, 2005-2010, è il più attraente e giovane poliziotto del gruppo. E ' di San Blas, Madrid, ed insieme a Mariano, forma la base del triangolo.
Lucas divenne un poliziotto per tradizione di famiglia. Suo padre e suo nonno facevano parte delle forze di polizia e la sua vocazione è sempre stata quella. Il padre di Lucas, era l'amico inseparabile di Paco Miranda, la sua anima gemella, finché un giorno venne a sapere che era sotto il comando di Uriarte e Paco dovette dire A Lucas che suo padre era morto in servizio.
A seguito di questo Paco si prende cura di Lucas e gli farà da amico e padre. I legami che li legano sono solidi e intoccabili.
La vicinanza di Lucas alla famiglia Miranda era tale che si sposò con Silvia, la cognata di Paco. Tale rapporto è stato un fallimento totale a causa di incompatibilità di caratteri.
Condivide l'appartamento con Mariano, nello stesso condominio di Paco.
In tutte le serie Sara, la figlia di Paco, vive ossessionata dall'amore per Lucas, egli è consapevole di questo e farà sempre in modo che lei si dimentichi di lui. Ma lei non dimenticherà.
In seguito si innamora di Sara e ha parecchi rapporti molto passionali e romantici; un amore vero. Ma ha anche dovuto far fronte ai problemi con la famiglia di Sara e quasi perde l'amicizia con Paco.
Vivono per un poco il loro amore di nascosto alla famiglia e lui per far capire a Sara quanto l'ama inventa un codice segreto che capiscono solo loro due.
 Parece que va a llover  (sembra che sta per piovere) è un modo per dirle ogni giorno che lui l'ama.
Quando Paco si rende conto della loro storia allontana Lucas dalla sua famiglia ma così facendo allontana anche sua figlia che va a vivere con Lucas. In seguito Sara capendo che stava distruggendo la sua famiglia lascia Lucas e torna a casa.
Per un'itera stagione, nonostante il suo amore per Sara, sopporta di vederla fra le braccia di Aitor per non perdere l'amicizia di Paco.
Finalmente tornano di nuovo insieme e si sposa con Sara nell'episodio dal titolo Tiroteo Nupcial.
È in costante allerta.
Dorme con la pistola sotto il cuscino, fino al punto di considerarla come parte del suo corpo. È un uomo d'azione. Teorie e manuali di polizia non sono adatte a lui, ma ama risolvere i casi grazie alla sua esperienza e al cloroformio, amico di molti suoi casi. Non pensa mai prima alle conseguenze delle sue azioni fino a quando non è troppo tardi.
Lucas si fa credere morto alla fine della sesta stagione come gli ha suggerito Mariano e con l'aiuto di quest'ultimo e di Paco mette un cadavere non identificato nel furgone che poi fanno esplodere.
Dopo la buona riuscita del caso Kaiser la Salgado gli offre un posto di lavoro per lavorare nella CNI, ma deve andare in America per fare un corso di addestramento. In un primo momento si rifiuta di accettare. Non lo rivela a nessuno neanche a Paco e Mariano, perché crede di perdere Sara andando.
Alla fine accetta il lavoro all'estero grazie a Sara che promette di aspettarlo fin quando non sarebbe tornato. Ma non è così, infatti Sara gli sarà infedele con Aitor. Lucas torna appena in tempo per la festa nuziale di Silvia e Pepa. Tutti sono sorpresi ad eccezione di Paco e Mariano che sapevano che sarebbe arrivato in tempo. Aitor non è disposto a lasciare campo libero a Lucas. Quando sembra che inizierà a combattere per Sara sono sorpresi da una sparatoria e costretti a rimandare il loro confronto.  Il triangolo amoroso sarà smantellato alla fine dell'episodio con la scelta finale di Sara.

### Sara Miranda Castro
Interpretata da Michelle Jenner (2005-2010).
È la figlia di Paco. È un'adolescente con gli ormoni in subbuglio, bionda, bella e attraente. La sua più grande sfida nella vita è di sedurre Lucas, utilizzando tutti i mezzi a sua disposizione.
Inoltre, Sara usa il suo fascino per gestire il figlio di Bernarda, Coque, il suo vicino di casa.
Ma usa il suo fascino soprattutto per aiutare Lucas nei suoi casi, in modo da ottenere in risposta la sua attenzione. Vedendo le risposte negative di Lucas, inizia a vedere i suoi genitori con occhi nuovi perché crede che suo padre manipola negativamente Lucas.
Riuscirà ad avere la sua storia d'amore con Lucas, ma ostacolata dal padre e da tutta la famiglia lo lascia.
Successivamente avrà una storia con il giovane vicario del commissariato Aitor Carrasco.
Il giorno del suo diciottesimo compleanno riceverà in regalo due viaggi. Uno da parte di Aitor; l'altro da parte di Lucas. Un viaggio in Madagascar che le aveva promesso un anno prima.
Sceglie di partire con Lucas riconoscendo che lui è l'amore della sua vita. Ma all'aeroporto le cose non vanno come dovrebbero e lei prende l'aereo senza Lucas. Tornata a casa chiude definitivamente con Lucas.
Sceglie anche lei di diventare un poliziotto come il padre e il nonno ed entra a far parte del commissariato di San Antonio dove farà parte del gruppo di suo padre Paco.
Perdona Lucas e rincominciano la loro relazione senza però rivelarlo a nessuno! Insieme cercheranno di risolvere il caso Kaiser. Durante questo caso regalerà una moneta a Lucas con due teste. “ se sale cara sale bien!” “se esce testa tutto andrà bene!”. Questa moneta sarà usata come pegno d'amore durante il loro matrimonio essendo l'unico oggetto prezioso che hanno in quel momento.
Nella sesta stagione verrà arrestata perché accusata di aver aiutato Lucas a fuggire di prigione dopo essere stato accusato di corruzione.
Dopo che Lucas fa in modo che tutti lo credano morto scappa con lui su una spiaggia di Almeria, dove lui le chiederà di sposarlo! Alcune ore prima del matrimonio, mentre Lucas è in un operativo con Paco, Sara ha uno scontro con Alison, nel quale questa le rivela di essere lei il Kaiser.
Arriva alla chiesa dove sposa Lucas, ma ferita a causa dello scontro con Allison, riesce a dire il “SI LO VOGLIO” e sviene tra le braccia di suo marito.
La ritroviamo un anno dopo da “Signora Fernandez”.
Quando scopre il lavoro che è stato offerto a Lucas all'estero e che lui non ha accettato per lei, promette di aspettarlo e lo convince a partire.
Incomincia a seguire un caso con Aitor e lui le salva la vita più volte. Lucas è lontano e le loro telefonate sono sempre più rare.
Aitor entra nella sua vita e lei capisce di essere innamorata di lui. Riceverà un mazzo di rose da Lucas e la notizia che ritornerà entro 10 settimane, ma questo non la rende felice.
Nel Capitolo 100 sposa Aitor con un finto matrimonio dove lui fa il prete e il marito. Durante il matrimonio riceve una telefonata da Lucas e distruggerà il telefono al muro. Dopo la prima notte di nozze cerca di aggiustare il telefono, rimpiangendo quello che ha fatto.
Nel Capitolo 102 chiarisce che lei non si pente di amare Aitor.  Nel capitolo 104 Lucas torna per il matrimonio di Silvia e Pepa. Sara si ritrova a fare una scelta che sarà quella di rimane con Lucas.
Andrà a vivere in America con Lucas.
Nel capitolo 114 Sara appare in sogno a Paco con un bambino in braccio. Nello stesso capitolo appare in sogno anche ad Aitor da incinta. Nel capitolo 117 torna a San Antonio per assistere al matrimonio di Rita e Curtis. È incinta di 8 mesi. Dopo l'annullamento della cerimonia, le si rompono le acque in casa; l'ambulanza tarda ad arrivare ed è costretta a partorire in casa con l'aiuto di Aitor, Lis e Rita.

### Don Lorenzo Castro
Interpretato da Juan Diego (2005-2010),
È il padre di Lola e di Silvia e suocero di Paco. È il commissario di San Antonio, serio come lui solo può, non potrà mai accettare la stupidità di suo genero e dei suoi uomini.
Non sopporta Pepa, la sorella di Paco, perché è lesbica. Ma l'accetterà una volta che questa incomincia ad uscire con sua figlia Silvia.
Avrà una relazione con Ruth, la psicologa della polizia, che ucciderà durante il sequestro del commissariato perché si rivela essere la talpa del commissariato.
Il suo “motto” che propina a Paco e ai suoi uomini praticamente in ogni puntata ormai è un cult; “por mi santos cojones”.
La maggior parte delle scene in cui è protagonista Don Lorenzo sono tutte molto divertenti. Inizialmente vive in casa propria ma presto si trasferisce a casa di Paco.
Un anno dopo il caso Kaiser, la vita per lui non è facile. Ha subito un colpo alla testa e soffre di perdita di memoria. Andò in ospedale (drogato dai suoi uomini) e recupererà al meglio.
Lavora alla stazione di polizia da 41 anni di cui 24 in qualità di Commissario. Risolto il caso G-8 con Paco e i suoi uomini, incomincia ad indagare sulla camorra Italiana.
Nella nona stagione cerca di superare il trauma causato dalla morte di sua figlia Silvia tra le sue braccia il giorno del suo matrimonio con Pepa. Partecipa direttamente al caso satanico e di cannibalismo. In un primo momento non si trova molto bene con i nuovi agenti Reyes e Deker, ma poi finiscono per risolvere le loro divergenze.
Nel capitolo 117 è uno dei responsabili della morte di Satana, conduce l'operazione effettuata per fermarlo.
Un anno dopo gli eventi va in pensione passando il comando del commissariato di San Antonio a Paco.